# 팬택 베가 시크릿 업
팬택 베가 시크릿 업(Pantech VEGA Secret UP, IM-A900S,IM-A900K,IM-A900L)은 팬택이 2013년 12월 10일에 출시한 안드로이드 패블릿 스마트폰이다.

## 같이 보기
- 팬택 베가 시크릿노트

## 운영 체제/소프트웨어

### 안드로이드 4.4 킷캣
2014년 4월 10일 안드로이드 4.4 킷캣 업그레이드가 시작되었다.

## 기타 업그레이드
4.4 킷캣 버전에서 시크릿기능에 대해 약간 수정되었다

## 색상
- 블랙
- 화이트

## 공개
2013년 12월 10일 서울 상암동 팬택 본사에서 송년 오찬회를 열고 2013년 마지막 베가 시리즈 스마트폰인 베가 시크릿 업을 공개하였다. 송년회에서 이준우 팬택 대표이사는 '베가 시크릿 업은 베가 시크릿노트와 함께 팬택의 경영 정상화를 책임질 제품'이라며 베가 시크릿노트의 2배인 100만대 판매량을 목표로 하였다. 베가 시크릿 업은 베가 LTE-A보다 한 층 더 사생활 보호 기능을 강화한 것이 특징이다.

## 외형
베가 시크릿노트와 비슷하지만 전원 버튼이 상단 오른쪽에 있고, 후면에 카메라, 플래시, 시크릿 키가 일렬로 배치되어 있고 왼쪽에 스피커가 있다.

## 특수 기능

### 사생활 보호기능
- 이전 기종인 베가 LTE-A보다 사생활 보호기능을 강화하여 사용자가 숨기고 싶은 컨텐츠를 '시크릿박스' 애플리케이션 안에 보관하거나 앱, 전화부, 통화 기록 등을 지문인식을 통해서만 볼 수 있도록 하는 '시크릿모드'를 추가하였다.
- 시크릿 블라인드-가리고 싶은 화면과 명암도를 선택하여 사용자의 사생활이나 개인 정보가 노출된 화면을 가릴 수 있다.

### 자유롭게 변경할 수 있는GUI디자인
홈 화면의 앱, 사진, 아이콘, 위젯의 디자인과 크기를 마음대로 정하고 배치할 수 있으며 자신이 원하는 스타일로 알림창, 키보드, 다이얼 화면의 디자인을 변경할 수 있다.

### 멀티 태스킹
갤럭시 노트 3처럼 화면에 여러 가지 창을 띄어 여러 가지 앱을 동시에 실행시킬 수 있다.

### 기타 기능
- 지문인식기나 상태 알림바, 플립 케이스의 미니 창을 두드리는 것만으로도 화면을 끄거나 켤 수 있다.
- 갤러리의 앨범사진이나 섬네일의 사이즈를 조절할 수 있다.
- 사용자가 원하지 않는 전화번호나 앱 알림 서비스를 수신거부할 수 있다.

### 급속 충전
2 Ah의 급속충전으로 배터리를 1시간 40분 만에 완전히 충전할 수 있다.

## 특수 액세서리
시크릿 업 사운드 플립 케이스라는 액세서리 케이스는 최신 스마트폰 케이스처럼 작은 창이 나있으며 뒷면에는 큰 스피커가 있다. 이 스피커를 물건 매개체과 접촉하여 소리를 더 크게 울릴 수 있다.

## 스피커

### 무손실 음원 재생
무손실 FLAC 음원 재생을 지원한다.

## 경쟁 기종
- 삼성 갤럭시 S5
- 삼성 갤럭시 라운드
- LG G2
- LG G 플렉스
- 애플 아이폰 5s